# Nymula cavifascia
Nymula cavifascia är en fjärilsart som beskrevs av Butler 1877. Nymula cavifascia ingår i släktet Nymula och familjen Riodinidae. Inga underarter finns listade i Catalogue of Life.